# 喜屋武朝扶

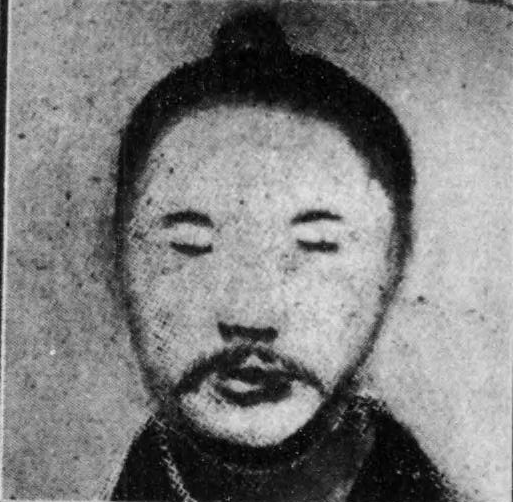
喜屋武朝扶

向維新（1839年8月24日（道光十九年七月十六日）—1910年），童名真蒲戶，和名喜屋武親方朝扶，琉球國第二尚氏王朝時期的士族、唐手（空手道）家。向氏喜屋武殿內十一世。
向維新是向氏本永家第七世向超俊（本永里之子親雲上朝庸）的長子，本永家是本部御殿的分支。其叔父向超列（喜屋武親方朝張）以婿養子的身份繼承向氏喜屋武殿內十世家督之位，因無嗣，遂於1857年3月26日（咸豐七年三月朔日）入繼為向超列的嗣子。
1872年，為慶賀日本明治維新，尚泰王派尚健（伊江王子朝直）、向有恆（宜灣親方朝保）為正副使出使日本，向維新以贊議官的身份隨同前往。後擔任御鎖之側這一重要官職。1875年，因日本禁止琉球向清朝朝貢，他奉命與馬兼才（與那原親方良傑）、物奉行向德宏（幸地親方朝常）、日帳主取向嘉勳（內間親雲上朝直）、物奉行所吟味役翁逢源（親泊親雲上盛英）一起，跟隨三司官毛有斐（池城親方安規）出使日本，前往東京進行交涉。
1879年琉球被日本兼併後，他跟隨尚泰王前往東京。後來成為尚泰的家扶。
空手家喜屋武朝德是他的第三子。

## 家族
- 生父：向超俊（本永里之子親雲上朝庸）
- 生母：松金（毛氏佐渡山里之子親雲上安故女）

- 養父：向超列（喜屋武親方朝張）
- 養母：眞鍋（向懋德（喜屋武親方朝郁）之女）

- 室：竈（名護御殿長女）
- 繼室：真鶴（毛氏勝連殿內之女）

- 子女：
  - 長女：真鍋
  - 長子：朝輔
  - 次子：朝弼
  - 三子：朝德
  - 四子：朝表
  - 五子：朝功
  - 六子：朝愛
  - 次女：真松（早殤）
  - 三女：思戸
  - 四女：梅子
  - 五女：ツル子
  - 六女：静枝